# Wólka Szczawińska
Wólka Szczawińska (prononciation : [ˈvulka ʂt͡ʂaˈviɲska]) est un village polonais de la gmina de Nowe Miasto dans le powiat de Płońsk de la voïvodie de Mazovie dans le centre-est de la Pologne.
Il se situe à environ 21 kilomètres à l'est de Płońsk (siège du powiat) et à 55 kilomètres au nord-ouest de Varsovie (capitale de la Pologne).
Le village compte approximativement une population de 180 habitants en 2006.

## Histoire
De 1975 à 1998, le village appartenait administrativement à la voïvodie de Ciechanów.